# Titanfall 2
Titanfall 2 – strzelanka pierwszoosobowa wyprodukowana przez studio Respawn Entertainment i wydana przez Electronic Arts 28 października 2016 na platformach Microsoft Windows, PlayStation 4 oraz Xbox One. Tytuł stanowi kontynuację gry Titanfall z 2014.

## Fabuła
Osadzona w uniwersum fantastyki naukowej kampania dla jednego gracza opowiada historię Jacka Coopera, strzelca z Frontier Militia, który nawiązuje więź ze swoim mentorem-Tytanem BT-7274 po tym, jak jego mentor Tai Lastimosa ginie w akcji. Razem wyruszają na misję powstrzymania firmy Interstellar Manufacturing Corporation przed użyciem superbroni w celu zniszczenia bazy Milicji na planecie Harmony.

## Rozgrywka
Podobnie jak pierwsza część z serii, Titanfall 2 to pierwszoosobowa strzelanka, w której gracze mogą kontrolować zarówno pilota, jak i swoje roboty – Tytanów – w stylu mechów, które mierzą około od siedmiu do dziesięciu metrów wysokości. Pilot posiada szeroką gamę wyposażenia, które zwiększa jego możliwości podczas walki. Wszyscy piloci posiadają sprzęt do skoków, który pomaga w parkourze, podwójnych skokach i bieganiu po ścianach. Piloci dysponują bardziej specyficznymi umiejętnościami, unikalnymi dla każdej klasy, które zwiększają ich zdolności ofensywne i defensywne, takie jak hak do chwytania zwiększający mobilność czy holograficzne urządzenie maskujące. Piloci używają swoich zestawów do skoków, aby biegać po ścianach, a ruchy te można ze sobą łączyć, aby szybko przemieszczać się między lokacjami. Gra wprowadza kilka nowych mechanik rozgrywki: system poruszania się, który pozwala graczom ślizgać się po ziemi; ostrze pulsacyjne (które jest nożem do rzucania, ujawniającym lokalizację każdego pobliskiego wroga), holo-pilot (holograficzny pilot, który naśladuje działania i wygląd gracza, aby zmylić wrogów) oraz hak, który może być używany do szybkiego przemieszczania się graczy do budynku lub Tytana albo przyciągania do siebie innych wrogów. Piloci dysponują szerokim wyborem arsenału gadżetów i broni, takich jak strzelby, pistolety maszynowe, pistolety, karabiny, lekkie karabiny maszynowe i granaty. Na bliskim dystansie gracze mogą wyeliminować przeciwnika od tyłu za pomocą ataku wręcz.
Tytany są znacznie mniej mobilni niż piloci, ale dysponują silniejszym uzbrojeniem i lepszym opancerzeniem. Zastępując trzy klasy z pierwszej części z serii, w momencie premiery wprowadzono sześciu tytanów: „Kationa”, „Spopielacz”, „Polaris”, „Ronin”, „Ton” i „Legion”, a kolejny – „Monarcha” – został wprowadzony w darmowym dodatku „Rządy Monarchy” z maja 2017. „Kationa” korzysta z arsenału ukierunkowanego ognia i korzysta z tarczy, która może złapać, a następnie przekierować ataki pocisków wroga. „Spopielacz” angażuje się w walkę przy użyciu broni zapalającej i moździerza termitowego. „Polaris” specjalizuje się w precyzyjnych atakach dalekiego zasięgu za pomocą naładowanej broni szynowej i zastawia pułapki ograniczające ruch wrogów, a także jest jedynym Tytanem, który może odbić się od ziemi i unosić się w powietrzu. „Ronin” specjalizuje się w walce typu „uderz i uciekaj”, używając strzelby i miecza. „Ton” skupia się na walce na średnim dystansie przy użyciu broni blokującej ruchy celu. „Legion” używa działka obrotowego zaprojektowanego do prowadzenia ciągłego ognia zarówno na średnim, jak i bliskim dystansie. „Monarcha” – dodany po premierze za pośrednictwem zawartości do pobrania – może czerpać moc z innych Tytanów, aby wzmocnić własną tarczę obronną i zyskać ulepszenia w trakcie walki. Tytany posiadają własne zestawy ruchów, które różnią się od tych wykonywanych przez pilotów – na przykład są w stanie szybko robić uniki, aby uniknąć ataków.

### Rozgrywka jednoosobowa
W przeciwieństwie do swojego poprzednika, Titanfall 2 posiada tryb kampanii fabularnej dla jednego gracza z rozgrywką podzieloną między dowodzenie Tytanem (BT-7274) a sterowanie pilotem (strzelcem trzeciej klasy: Jackiem Cooperem). Tytan BT-7274 towarzyszy graczom przez większą część gry, wraz z sojuszniczymi postaciami niezależnymi z frakcji Frontier Militia (do której należą BT-7274 i Jack Cooper). BT-7274 może zmieniać swoje uzbrojenie pod dowództwem graczy, aby zmaksymalizować swoją skuteczność w walce z niebezpieczeństwami lokalnej przyrody, piechotą IMC i innymi Tytanami. Konfiguracje uzbrojenia są odblokowywane poprzez znalezienie porzuconego sprzętu na każdym poziomie, który pojawia się jako uzbrojenie danego ustawienia. Zazwyczaj można je znaleźć przed sekwencją, która przyniesie korzyści graczowi przełączającemu się na ten tryb. Gracze mogą korzystać z wielu sposobów wypełniania celów i eliminowania wrogów, takich jak wykorzystanie umiejętności skradania się pilota Coopera, przemieszczanie się po poziomie za pomocą sprzętu do skoków i korzystanie z broni palnej dostępnej w grze.
Przemierzane poziomy są duże, a gracze mają do wyboru wiele dróg, by dotrzeć do celu. Gra zawiera również elementy platformowe, które wymagają od graczy wykorzystania zdolności parkourowych pilota do rozwiązywania zagadek środowiskowych i podróżowania do wcześniej niedostępnych obszarów. Niektóre rodzaje uzbrojenia są specyficzne dla poziomu i mogą być używane tylko w określonych obszarach. Istnieją również mechaniki rozgrywki specyficzne dla danego poziomu. Na przykład na poziomie „Skutek i przyczyna” gracze muszą przenosić się między teraźniejszością a przeszłością za pomocą urządzenia do podróży w czasie. Gracze mogą również wybrać opcje dialogowe i poprosić Coopera o rozmowę z BT-7274 w niektórych momentach kampanii, aby rozwinąć osobowości postaci i często uzyskać efekt komediowy. Tryb dla jednego gracza zawiera również „Rękawicę Pilota”, która działa jak samouczek dla graczy. Im szybciej ukończą symulator „Rękawicy”, tym wyższa będzie ich pozycja w tabeli liderów.

### Rozgrywka wieloosobowa
W trybie wieloosobowym powraca wskaźnik rdzenia Tytanów, który napełnia się powoli podczas prowadzonej przez gracza rozgrywki. Miernik zapełnia się szybciej, gdy gracz wyeliminuje przeciwnika, zada obrażenia wrogom lub ukończy cele na mapie, takie jak zdobywanie punktów w trybie „Obrona umocnień”. Gdy licznik zostanie całkowicie zapełniony, gracz może przywołać wybranego Tytana, który zstępuje z nieba (tzw. „Titanfall”). Rozstawienie Tytana może zmiażdżyć przeciwników, jeśli wyląduje na jednym z nich po przywołaniu i natychmiast wyeliminuje każdego wroga, w którego bezpośrednio uderzy. W przypadku wypełnionego licznika Tytana, ten może użyć swojej zdolności „Rdzeń”, która często przybiera formę unikalnego ataku lub w inny sposób zwiększa zdolności Tytana. Przykłady obejmują wykorzystanie broni laserowej „Katiody”, która sprawia, że Tytan emituje jaskrawoczerwony atak laserowy, lub rdzeń ulepszający Tytana „Monarchę”, który ulepsza zdolności, obronę lub broń podstawową tego Tytana. Piloci mogą sterować Tytanem podobnie jak w pierwszej części z serii, ale zamiast atakować słaby punkt przeciwnika przy użyciu swojej broni, piloci kradną teraz baterię wrogiego Tytana, powodując jego uszkodzenie. Bateria może zostać zabrana i włożona do przyjaznego Tytana, ładując jego tarczę i częściowo wypełniając zarówno miernik rdzenia Tytana, jak i miernik jego pilota. Gracze mogą opuścić swojego Tytana w dowolnym momencie. Będzie on kontynuował atakowanie pobliskich przeciwników w trybie automatycznego podążania, w którym Tytan podąża za pilotem tak blisko, jak tylko może. Gracze mogą również ustawić go na „tryb strażnika”, w którym pozostanie w miejscu, atakując każdego przeciwnika, który się zbliży. Sterowany przez gracza pilot może również aktywować system wyrzucania przez Tytana, niszcząc mecha (i tworząc dużą eksplozję, jeśli w wyposażeniu Tytana wybrano atut „Nuklearna katapulta”) i wyrzucając pilota wysoko w powietrze.
Gracze podczas rozgrywki zdobywają „punkty zasług”, będące odpowiednikiem punktów doświadczenia. Punkty zdobywane są na podstawie wyników gracza w meczach wieloosobowych oraz tego, czy drużyna do której przynależy wygrywa, czy przegrywa. Gracze muszą gromadzić punkty zasługi, aby awansować, dzięki czemu odblokowują dodatkowe rodzaje uzbrojenia, umiejętności czy opcje dostosowywania Tytanów. Istnieją również inne sposoby zdobywania punktów zasług, takie jak przetrwanie fazy ewakuacji, gdy drużyna graczy przegra mecz. Gracze mogą również zdobywać Kredyty – formę waluty używaną do kupowania uzbrojenia, ulepszeń, Tytanów lub zdolności, zanim zostaną one odblokowane. Można je zdobyć, zdobywając punkty zasługi i wypełniając cele wyzwań. Opcje personalizacji zawartości zostały znacznie rozszerzone w porównaniu do pierwszej części z serii – stroje i uzbrojenia piletów, a także wygląd i skuteczność bojowa Tytanów mogą być w znacznym stopniu spersonalizowane. Wzmocnienia zastępują karty jednorazowe występujące poprzedniej części serii. Są to zdolności taktyczne, które zwiększają skuteczność bojową graczy. Każde wzmocnienie ma swoje własne wymagania dostępu. Kleszcze, czyli wybuchowe miny namierzające wrogów, wymagają na przykład zapełnienia miernika Tytana w 65%. Wzmocnione uzbrojenie, dzięki którym gracze zadają więcej obrażeń przy ich użyciu, wymagają 80%. Gracze muszą zdecydować, którego wzmocnienia będą używać przed rozpoczęciem meczu; nie mogą zmienić wzmocnienia w trakcie gry.
Titanfall 2 oferuje wiele trybów rozgrywki wieloosobowej. Wśród nich można wyróżnić:
- „Obrona umocnień”: drużyny zyskują punkty, jeśli uda im się utrzymać punkty kontrolne przez dłuższy czas. Wygrywa drużyna, która zgromadzi więcej punktów.
- „Łowy”: gracze są nagradzani pieniędzmi, jeśli wyeliminują wrogów lub przeciwników kontrolowanych przez sztuczną inteligencję. Gracze muszą wrócić do określonych punktów, aby zdeponować uzyskane pieniądze. Gracze mogą również kraść pieniądze przeciwników przez ich wyeliminowanie. Wygrywa drużyna, która uzyska najwyższy wynik.
- „Pilot kontra pilot”: standardowy tryb drużynowego deathmatchu. Gracze nie mogą przywołać żadnego Tytana.
- „Walka o flagę”: gracze mają za zadanie przechwycić flagę wroga i przynieść ją do bazy swojej drużyny, jednocześnie uniemożliwiając przeciwnikom kradzież flagi drużyny gracza. Rywalizujące strony zmieniają się w połowie meczu.
- „Wyniszczenie”: standardowy tryb drużynowego deathmatchu, w którym gracze mogą przywoływać Tytanów. Punkty są przyznawane drużynie gracza, gdy wyeliminuje ona wroga lub przeciwnika kontrolowanego przez sztuczną inteligencję. Gdy drużyna zdobędzie wystarczającą liczbę punktów, rozgrywka przechodzi do następnej fazy: drużyna przegrywająca musi dotrzeć do strefy ewakuacji i uciec, podczas gdy drużyna wygrywająca musi wyeliminować wszystkich uciekających przeciwników.
- „Do ostatniego Tytana”: tryb ostatniego gracza, w którym wygrywa drużyna, która jako pierwsza wyeliminuje wszystkich Tytanów przeciwnika. Gracze odradzają się w swoim Tytanie i mogą zbierać baterie rozrzucone po mapie.
- „Każdy na każdego”: gracze mają za zadanie eliminować się nawzajem. Wszyscy inni gracze zostają oznaczeni jako ich przeciwnicy. Wygrywa gracz z najlepszym wynikiem.
- „Koloseum”: tryb jeden na jednego, w którym zadaniem gracza jest wyeliminowanie drugiego gracza. Gracze mogą uzyskać dostęp do tego trybu dzięki biletom do Koloseum. Zdobywa się je grając w inne tryby wieloosobowe, kupując je za Kredyty lub otrzymując w prezencie, gdy gracz awansuje na wyższy poziom frakcji[29].
- „Starcie Tytanów”: standardowy tryb drużynowego deathmatchu, w którym gracze odradzają się ze swoimi Tytanami i nie mogą z nich wysiadać.
- „Obrona Kresów”: tryb gry wieloosobowej gracz kontra środowisko, w którym czterech graczy musi zmierzyć się z maksymalnie pięcioma falami wrogów.

Ulepszeniom poddano również system dobierania graczy, a gra automatycznie pomaga graczom znaleźć nowy mecz po zakończeniu każdego meczu. Gra wprowadza również nową funkcję o nazwie „Sieci”, która pozwala graczom tworzyć grupy będące odpowiednikami klanów. Gra automatycznie grupuje zarówno gracza, jak i innych członków Sieci w meczu. Gracze mogą dołączyć do więcej niż jednej Sieci i przełączać się między nimi w grze. Każda Sieć ma swoją własną „happy hour”: jeśli gracz gra w grę w tym okresie, otrzymuje dodatkowe punkty zasług.

## Rozwój i produkcja

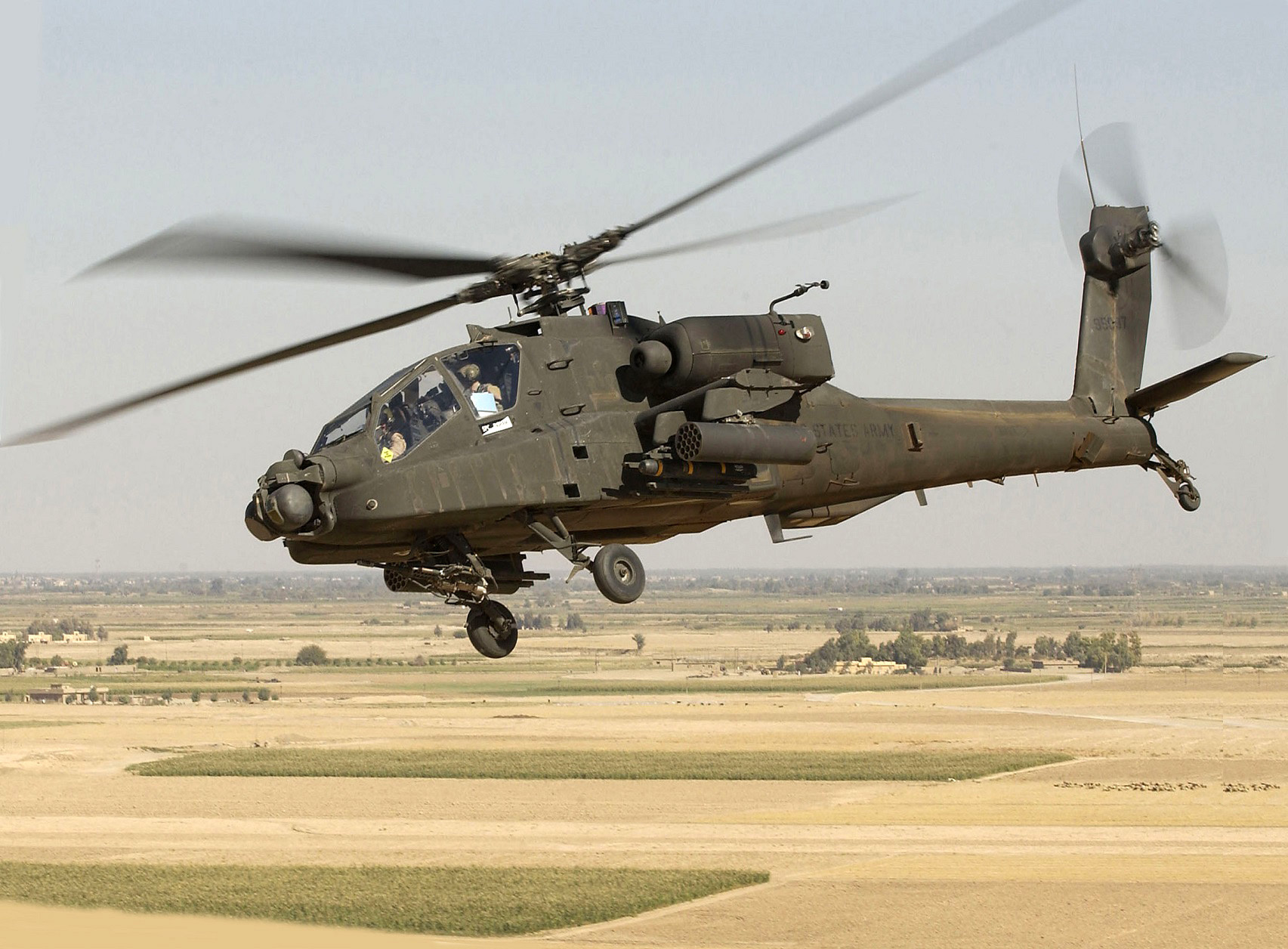
Uzbrojenie wojskowe takie jak Boeing AH-64 Apache było inspiracją dla wyglądu BT-7274

Gra została wyprodukowana przez studio Respawn Entertainment. Zespół powołany do stworzenia gry obejmował 90 osób. Do pracy nad drugą częścią z serii powrócił scenarzysta Steve Fukuda, główny projektant Drew McCoy oraz kompozytor Stephen Barton. Produkcja gry rozpoczęła się w połowie 2014 roku i trwała przez dwa lata. Wydawca Electronic Arts zapewnił finansowanie oraz wsparcie marketingowe gry. Prace nad Titanfall 2 zakończyły się 29 września 2016 i w tym samym czasie Respawn Entertainment potwierdziło, że gra była przygotowana do wydania oraz dystrybucji.

### Rozgrywka jednoosobowa
Pierwsza część z serii – Titanfall – spotkała się z niskim zaangażowaniem graczy pomimo początkowych sukcesów w sprzedaży gry. Steve Fukuda uważał, że malejąca społeczność gry wynikała głównie z braku trybu kampanii dla jednego gracza. Prezes Respawn Entertainment, Vince Zampella potwierdził, że wprowadzenie tego trybu miało na celu poszerzenie bazy graczy, a McCoy uważał, że może to uczynić zawartość gry bardziej kompletną. Wizja zespołu zakładała unikalność trybu kampanii względem innych strzelanek pierwszoosobowych, zwłaszcza gier z serii Call of Duty. Okazało się to dla projektantów wyzwaniem, ponieważ wielu z członków zespołu wcześniej pracowało w Infinity Ward – przedsiębiorstwie produkującym gry z serii Call of Duty – zanim dołączyli do Respawn i przyzwyczaili się do tworzenia kampanii w odmiennym stylu. Według McCoya, zespół początkowo próbował umieścić w kampanii wszystkie mechaniki z pierwszego Titanfall, ale zakończyło się to niepowodzeniem. W rezultacie zespół zdecydował się zorganizować wiele spotkań w studiu, podczas których członkowie mogli swobodnie tworzyć nowe projekty i eksperymentować z technologią z niewielkimi ograniczeniami poza wykorzystaniem istniejącej mechaniki z Titanfall. Członkowie zespołu mogli swobodnie tworzyć prototypy, które następnie były integrowane w spójną kampanię. Prototypy te były wewnętrznie nazywane „blokami akcji”. Pozwoliły one zespołowi na wprowadzanie „pomysłów goniących pomysły” w pełnej wersji gry, ponieważ utworzone bloki były często niezależne od siebie i implementowały unikalne cechy rozgrywki: na przykład gracze mogli podróżować w czasie na jednym poziomie i atakować Tytanów na kolejnym. Bloki te pozwoliły zespołowi odkryć nowe pomysły i opracować strukturę całej kampanii. Wewnętrznie nazywano ją „211”, ponieważ każdy poziom składał się z dwóch części związanych z walką: jednej części obejmującej ruch pilota i rozwiązywanie zagadek oraz jednej części obejmującej walkę z Tytanem.
Zespół zamierzał zaimplementować rozgrywkę jednoosobowej podobną do tej z serii Half-Life, w której tajemnica zajmuje centralne miejsce w fabule, przyciągając graczy do jej dalszego odkrywania i ukończenia kampanii. Inna gra producenta Half-Life – Portal – również wpłynęła na ostateczny projekt gry. Jednym z głównych elementów kampanii są interakcje między Cooperem a jego Tytanem: BT-7274. Fukuda opisał go jako „kumpelską” historię, inspirowaną filmami o policjantach, takimi jak Naga broń czy Gliniarz z Beverly Hills, a także takimi anime jak Suisei no Gargantia. „BT” stanowił skrótowiec od „Buddy Titan” („Tytan kumpel”) – nazwę, która nie przypadła zespołowi do gustu, ale Fukuda nalegał na jej użycie. Aby zwiększyć relacje między duetem, obu postaciom nadano przeciwne osobowości: Jack Cooper jest entuzjastyczny, podczas gdy BT jest robotyczny i spokojny. Cooper był trudną do napisania postacią dla zespołu, ponieważ jego osobowość mogła nie pasować do wyborów podjętych przez graczy lub ich wizji tej postaci. Podczas gdy zespół celowo unikał upodabniania BT do postaci takich jak Optimus Prime lub sympatycznych robotów jak WALL·E, uznali, że osobowość BT jest trudna do napisania, ponieważ zespół musiał znaleźć równowagę między uczynieniem go „uroczym partnerem i 6-metrową maszyną wojenną”. Wczesne szkice scenariuszy dla BT zostały uznane za zbyt „władcze”, a scenarzyści potrzebowali pięciu miesięcy, aby dokonać zmian. Aby uczynić BT bardziej ludzkim, zespół zaprojektował duże „emocjonalne oko”, aby gracze wiedzieli, gdzie patrzy Tytan, oraz małą parę robotycznych ramion umożliwiających mu naturalną interakcję z innymi postaciami. Przód i tył BT zostały pokolorowane w różnych odcieniach kolorów, by gracz łatwo mógł określić przód i tył Tytana – na przykład w celu szybkiego określenia miejsca wejścia do maszyny. W grze zaimplementowano opcje dialogowe dla rozmowy z BT, umożliwiając graczom nawiązanie więzi z Tytanem bez korzystania z przerywników filmowych, zapewniając graczom lepszy wgląd w świat przedstawiony. Filmy Akira Kurosawy oraz role kowbojów Clinta Eastwooda i Sama Elliotta zainspirowały animatora Shawna Lee Wilsona do stworzenia unikalnego wyglądu i ekspresji BT. Śmigłowiec bojowy Boeing AH-64 Apache i podobne uzbrojenie wojskowe również zainspirowały projekt BT. Wilson zapewnił ruchy dla Tytana przy użyciu techniki przechwytywania ruchu.
Podczas projektowania trybu dla jednego gracza, jednym z celów zespołu było zachowanie mechaniki obecnej w trybie wieloosobowym pierwszej części z serii. Zespół chciał, aby tryb kampanii był bardziej zróżnicowany, a nie tylko zawierał mechy. Należało wykorzystać i rozwinąć zarówno unikalne cechy pilotów, jak i Tytanów, dlatego też zespół zdecydował się stworzyć zarówno skomplikowane środowiska dla pilotów, jak i dużą otwartą przestrzeń do walki z Tytanami, zamiast robić z tego klasyczną korytarzową strzelankę. Według projektanta rozgrywki Mohammeda Alaviego, dało to graczom większą kontrolę i swobodę nad ruchem sterowanej przez nich postaci. Zespół skupił się w dużej mierze na elementach z gier platformowych, zaprojektowanych w celu dalszego rozszerzenia wykorzystania zestawu ruchów pilota. Wielu członków zespołu stworzyło bloki akcji poświęcone elementom platformówkowym – w tym takie pomysły, jak rozwiązywanie zagadek przez graczy w celu znalezienia nowej powierzchni do biegania po ścianach, a także możliwość rzucania pilotem przez Tytana, dzięki czemu móże on podróżować na duże odległości. Koncepcja Tytana rzucającego pilotami została ostatecznie odrzucona z projektu rozgrywki i stała się częścią przerywnika filmowego, ponieważ zespół miał trudności z jej wdrożeniem ze względu na brak interakcyjności z postacią gracza. W grze zaimplementowano również różnorodne łamigłówki inspirowane grami z serii BioShock i Half-Life, w których gracze muszą utrzymać określony poziom „szybkości” podczas rozwiązywania zagadek. Pojawiły się również łamigłówki, które zmieniają tempo gry i wymagają od graczy zatrzymania się celem znalezienia rozwiązania.
Nightcrawler z filmu X-Men 2 i serial dokumentalny Życie po zagładzie ludzi zainspirowały do stworzenia najbardziej uznanego poziomu, „Skutek i przyczyna” – początkowo bloku akcji stworzonego przez projektanta Jake’a Keatinga, obejmującego podróże w czasie. Miał on ten pomysł jeszcze przed rozpoczęciem prac nad grą Titanfall i eksperymentował z nim na jednej z map wieloosobowych tej gry. Blok akcji został ciepło przyjęty przez cały zespół projektantów, a niektórzy uważali, że ma on potencjał, by stać się głównym elementem całej gry, zamiast ograniczać się do jednego poziomu. Keating nalegał jednak na ograniczenie jego użycia do jednego poziomu, aby mechanika nie stała się nudna dla graczy. Aby stworzyć ten poziom, zespół stworzył dwa komputerowe modele budynków jeden na drugim. Gdy gracz przełącza osie czasu, jest teleportowany z jednego budynku do drugiego. Fukuda oświadczył, że był to przełomowy poziom, którego szukał zespół i nie potrzebował wymagającej technologii do jego zaimplementowania. Dodatkowy poziom przysporzył jednak zespołowi więcej pracy, ponieważ dwa budynki – każdy o innych cechach i charakterystyce – musiały zostać zaprojektowane dwukrotnie.
Rozgrywka jednoosobowa rozpoczyna się od prostych zadań, a następnie stopniowo wprowadza graczy w bardziej skomplikowane sytuacje, które wymagają większych umiejętności i precyzji. Zmianę w trudności misji uzupełnia wątek fabularny, ponieważ Cooper przekształca się ze zwykłego żołnierza Frontier Militia w zręcznego pilota.
Tryb kampanii został stworzony jako osobne miejsce dla niedoświadczonych graczy, zapewniając bardziej „relaksujące” środowisko, które uczy graczy podstawowych mechanik rozgrywki. Tryb jednoosobowy stanowi także szkolenie szkolenie przed dołączeniem do meczów rozgrywki wieloosobowej.

### Rozgrywka wieloosobowa
Zespół oszacował problemy gry Titanfall i wysłuchał zarówno opinii, jak i badań analitycznych od dziennikarzy zajmujących się grami komputerowymi i zidentyfikował dwie główne obawy: nie było wystarczającej ilości treści dla graczy, a czasami gra stawała się zbyt chaotyczna. Zespół spowolnił tempo rozgrywki w trybie wieloosobowym Titanfall 2, aby gracze mogli aktywnie podejmować decyzje, w mniejszym stopniu polegając na samym refleksie. Zespół ulepszył również projekty map w grze, wprowadzając więcej swobody w pionowym poruszaniu się do każdej lokacji. Fukuda opisał to jako efekt sera szwajcarskiego 3D. Zespół zastosował również strategię „lustrzanej szyby”, w której każda mapa zapewnia trzy oczywiste ścieżki: lewą, środkową i prawą. Pomogło to uczynić środowiska każdej mapy bardziej przewidywalnymi dla graczy. Titanfall 2 oferuje jaśniejszą paletę kolorów i środowiska w porównaniu zarówno do pierwszej gry, jak i współczesnych strzelanek, ponieważ zespół dążył do uzyskania jakości graficznej „godnej pocztówki”. Środowiska w mapach dla wielu graczy zostały także bardziej zróżnicowane: począwszy od centrów przemysłowych, map na świeżym powietrzu z większą ilością roślinności, kończąc na powrocie zremasterowanych map z pierwszej części serii.
Do trybu wieloosobowego gry wprowadzono również wiele poprawek względem poprzednika. McCoy opisał te zmiany jako „subtelne”, ponieważ zespół skupił się na dodaniu niewielkich modyfikacji do istniejącej mechaniki. Tytany zostały przeprojektowane tak, aby miały wyraźnie unikalne sylwetki dla każdego podwozia (a tym samym: zestawu umiejętności i uzbrojenia), dzięki czemu gracze mogą „na pierwszy rzut oka powiedzieć wszystko, co (muszą) wiedzieć” i być przygotowani na każde starcie. Pozwolala to graczom uzyskać jaśniejszy obraz sytuacji bojowych i ułatwia wyciąganie wniosków z każdej porażki. Zespół wprowadził również kosmetyczne zmiany dla pilotów i sześciu klas Tytanów, nadając im wyraźne cechy wizualne, aby gracze mogli łatwo zidentyfikować umiejętności przeciwnika. Zespół starał się dodać więcej głębi do rozgrywki, implementując więcej Tytanów, gadżetów, rodzajów uzbrojenia i zdolności pilotażowych, pozwalając graczom dostosować zestaw wyposażenia do preferowanego stylu gry, tworząc wyspecjalizowane wyposażenie (na przykład: wysoce mobilny wojownik dalekiego zasięgu, łączący karabin snajperski ze zwiększającą mobilność pilota zdolnością chwytaka) lub skradający się łowca Tytanów (używający granatnika oprócz uzbrojenia przeciw Tytanom wraz z zestawem maskowania). Dodało to więcej różnorodności do gry, dzięki czemu gracze mają więcej rzeczy do odkrycia i opanowania. Rozbudowane opcje dostosowywania gry i system postępu zostały zaprojektowane tak, aby zaangażować graczy, by mogli „w jak najlepszy sposób wykorzystać możliwości gry”. Podobnie jak w poprzedniej części z serii, dostęp do Tytanów uzyskiwany jest dzięki wykonywaniu określonych działań w grze, takich jak eleminowanie przeciwników lub wypełnianie celów.

### Technologia
Do stworzenia gry wykorzystano mocno zmodyfikowaną wersję silnika Source przedsiębiorstwa Valve. Wprowadzono wiele ulepszeń w silniku, takich jak rendering bazujący na fizyce, system strumieniowania tekstur opracowany we własnym zakresie, czy wysoki zakres dynamiki i głębia ostrości. Zespół wprowadził również zmiany w udźwiękowieniu, takie jak wprowadzenie okluzji dźwięku i pogłosu. Według starszego inżyniera oprogramowania, Johna Haggerty’ego, zespół zepsuł część kodu silnika odpowiedzialnego za progresję poziomów i zapisywania podczas tworzenia pierwszej gry z serii. Dla zespołu programistów ogromnym wyzwaniem było naprawienie i przywrócenie do działania kodu, aby dostosować go do trybu kampanii dla jednego gracza w sequelu. Zespół opracował również od podstaw system oskryptowania gry, umożliwiający projektantom szybkie tworzenie bloków akcji. Zachowanie sztuczna inteligencji w grze zostało znacznie ulepszone, implementując nowe zestawy ruchów oraz zachowania pilotów i Tytanów zarówno w trybie dla jednego gracza, jak i dla wielu graczy. Ponieważ Titanfall 2 był pierwszą grą z serii stworzoną na PlayStation 4, zespół inżynierów poświęcił wiele czasu i wysiłku, aby móc uruchomić ją na tej platformie. Planowano również wydanie wersji gry w rzeczywistości wirtualnej, ale nigdy nie weszła w fazę pełnej produkcji, ponieważ – według Joe Emslie – gracz „zwymiotowałby na swój kontroler”.
Animacja walki może zostać przerwana przez ruch gracza, co daje mu bardziej bezpośrednią kontrolę nad sterowaniem, zamiast zmuszać do oczekiwania na zakończenie animacji. Większość sekwencji ruchów pilotów z Titanfall powróciła w nowej części z serii z niewielkimi zmianami. Na przykład: gracze już nie spadają, kiedy biegną po ścianie w pobliżu szczytów ścian. Zanim gracze zaczną biegać po ścianach, ich kamera będzie lekko się przechylać, aby mogli oni przewidywać następne ruchy.

## Wydanie
Dwa miesiące po premierze pierwszej gry z serii, w maju 2014 Electronic Arts ogłosiło, że będzie współpracować z Respawn Entertainment przy tworzeniu kolejnych gier osadzonych w uniwersum Titanfall. Kontynuacja została oficjalnie potwierdzona 12 marca 2015 przez Vince’a Zampellę podczas 12. gali British Academy Games Awards. Potwierdził on również, że gra pojawi się na platformie PlayStation 4, w przeciwieństwie do pierwszej części. EA rozpoczęło swoją konferencję prasową na EA Play 2016 od Titanfall 2 i ogłosiło, że gra ukaże się na całym świecie 28 października 2016. Oznaczało to, że tytuł będzie musiał konkurować z innymi strzelankami pierwszoosobowymi wydawanymi w podobnym czasie, w tym Battlefield 1 stworzonym przez DICE (jedno ze studiów EA) oraz Call of Duty: Infinite Warfare od Activision, opracowanym przez dawne studio Zampelli – Infinity Ward. Według McCoya, data premiery została wyznaczona i potwierdzona na długo wcześniej i zespół nie mógł już jej zmienić. Edycja kolekcjonerska gry i edycja kolekcjonerska „Vanguard SRS”, które zawierają dodatkową zawartość, zostały wydane tego samego dnia co edycja standardowa. Gra pojawiła się w modelach subskrypcyjnych EA Access i Origin Access 7 lipca 2017. Edycja Ultimate, która zawiera podstawową grę i wszystkie aktualizacje, a także dodatkową zawartość, została wydana tego samego dnia.
EA nawiązało współpracę z restauracją i firmą produkującą przekąski, aby promować grę. Gracze, którzy kupili jedzenie lub napój w dowolnej restauracji Buffalo Wild Wings, otrzymali darmowy element personalizacji i dostęp do trybu wieloosobowego. Podobnie gracze, którzy kupili Mountain Dew lub Doritos, otrzymali kod zapewniający im podwójne punkty doświadczenia, wczesny dostęp do nowego trybu rozgrywki wieloosoboweej, dostęp do jednego z Tytanów i przedmioty do jego personalizacji. Wydawca nawiązał również współpracę z producentem zabawek McFarlane Toys, aby wyprodukować linię zabawek do gry, która obejmuje figurki Jacka Coopera oraz BT-7274. Respawn przygotowało dostęp do dwóch programów testowych dla użytkowników PlayStation 4 i Xbox One w sierpniu 2016 roku, pozwalając graczom wypróbować niektóre tryby i mapy gry wieloosobowej. Po zapoznaniu się z opiniami graczy biorących udział w tych testach wprowadzono kilka istotnych zmian w rozgrywce. Oficjalne konto Titanfall na Twitterze – zarządzane przez EA – również pomogło w promocji gry, sugerując ją użytkownikom Twittera, którzy w swoich zainteresowaniach wskazali gry komputerowe. Konto wykorzystano również do wyśmiewania konkurencji. Gracze, którzy zakupili zarówno Battlefield 1 jak i Titanfall 2, otrzymali dostęp do eskluzywnej skórki Tytana inspirowanej pierwszą wojną światową.
Na targach E3 w 2016 roku Respawn ogłosiło, że wszystkie aktualizacje i dodatkowa zawartość do pobrania będą darmowe dla wszystkich graczy. Zainspirowany modelem darmowych map w grze Evolve, zespół wyraził nadzieję, że takie podejście sprawi, że gracze będą bardziej zadowoleni z pełnej edycji gry. Producent wspierał grę wieloma elementami zawartości do pobrania w pierwszym roku po premierze gry, w tym:
| Zawartość do pobrania            | Zawartość do pobrania | Zawartość do pobrania | Zawartość do pobrania |
| Tytuł                            | Data wydania          | Opis |                       |
| -------------------------------- | --------------------- | --- | --------------------- |
| Zestaw renegata z Miasta Aniołów | 30 listopada 2016     | Pierwsza zawartość do pobrania, która zawiera zremasterowaną mapę „Miasto Aniołów” z pierwszej części serii, a także pistolet o nazwie „Elitarny Skrzydłowy”. Zawartość obejmuje również nowe animacje wyeleminowania przeciwników i zestawy dla Tytanów.                                                                                                   |                       |
| Nowa kolonia                     | 30 marca 2017         | Nowa kolonia wprowadza zremasterowaną wersję mapy Titanfall o nazwie „Kolonia”, nowy karabin szturmowy „R-101”, nowe animacje egzekucji przeciwników, a także elementy kosmetyczne dla Tytanów w trybie wieloosobowym, w tym dla „Polarisa” i „Legiona”. |                       |
| Zgrzyt na kresach                | 25 kwietnia 2017      | Dodatek wprowadził dwie mapy zatytułowane „Błąd” i „Pokład”, które są przeznaczone do trybu „Szybkiego szturmu”. DLC zawierało również kilka zmian w rozgrywce, nową frakcję o nazwie MRVN oraz usprawnienia w menu gry. |                       |
| Rządy monarchy                   | 30 maja 2017          | Dodano nowego Tytana: „Monarchę”, a także nowe skórki dla Tytanów. „Relikt”, mapa z Titanfall, została również zremasterowana i dołączona do zawartości dodatku. |                       |
| Operacja „Tarcza Kresów”         | 25 lipca 2017         | Wprowadzono kooperacyjny tryb wieloosobowy o nazwie „Obrona Kresów”, w którym czterech graczy walczy z falami wrogów kontrolowanych przez sztuczną inteligencję. Dodano również nowe mapy do gry, w tym zremasterowaną mapę „Rise” z pierwszej części serii oraz „Miasto”, mapę dostępną zarówno dla trybu „Pilot kontra pilot”, jak i „Szybkiego szturmu”. |                       |
| Gry wojenne                      | 27 czerwca 2017       | Dodano dwie nowe mapy trybu wieloosobowego: „Ruch uliczny” (dla trybu „Szybki szturm”) oraz „Gry wojenne”, a także nowe wzory pancerza Tytanów, kamuflaże, sztandary i naszywki. Dodatek zapewnia również pilotom trzecie miejsce na uzbrojenie: broń główną, pistolety lub broń ciężką.                                                                    |                       |
| Pocztówki z kresów               | 29 sierpnia 2017      | Dodano mapę trybu „Szybkiego szturmu” o nazwie „Uma”, trzy mapy do trybu „Obrona Kresów”: „Egzoplaneta”, „Suchy dok” i „Miasto Aniołów”, a także nowe elementy kosmetyczne broni i barwy wojenne. |                       |

Od początku 2021 roku Titanfall 2 i jego poprzednik były narażone na częste ataki DDoS, które uniemożliwiały rozgrywkę online w trybie wieloosobowym. W odpowiedzi pojawiła się niezależna modyfikacja o nazwie „Northstar” (nazwana od oryginalnej nazwy jednego z Tytanów), która zapewniała obsługę prywatnie uruchomionych serwerów w celu zapewnienia ciągłości rozgrywki w trybie wieloosobowym, niezależnie od statusu oficjalnych serwerów.

## Odbiór
Gra uzyskała „ogólnie przychylne” recenzje od krytyków z agregatora Metacritic. Redakcja serwisu GamesRadar+ uznała Titanfall 2 jako grę roku, a amerykański PC Gamer jako strzelankę roku. Clayton Ashley z serwisu Polygon uznał grę za jedną ze stu najlepszych gier dekady.
Fabuła gry otrzymała mieszane recenzje. Nic Rowen z serwisu Destructoid stwierdził, że fabuła gry jest mało zaskakująca i „numeryczna”. Był rozczarowany pięciogodzinną kampanią i zauważył, że emocjonalny wątek historii nie został wystarczająco rozwinięty. Javy Gwaltney z Game Informera porównał fabułę do „kumpelskiej komedii”, dostrzegając, że BT jest postacią, z którą można się utożsamić. Mike Mahardy z GameSpot uznał, że historia była słabo napisana i miała nieoczekiwane nagłe zakończenie. Arthur Gies z Polygon uważa, że narracja była słaba, z przeciętnym poziomem aktorów głosowych, „banalnymi imionami” dla postaci i niewystarczającym kontekstem, aby „gracze byli w stanie zapamiętać historię”. Z kolei Peter Paras z GameRevolution pochwalił interesującą fabułę, pomimo wrażenia, że dziewięciorozdziałowa historia jest prosta. Pochwalił także osobowość BT, nazywając ją „prostolinijną maszyną do myślenia”. Zauważył, że interakcje z Tytanem z powodzeniem dodały więcej kontekstu do świata i scenerii gry. Jon Denton z Eurogamer również pochwalił postać BT stwierdzając, że jej kwestie zostały napisane wystarczająco umiejętnie.
Rozgrywka w Titanfall 2 spotkała się z uznaniem krytyków. Rowen opisał ją jako „szaloną i ekscytującą”, mówiąc, że płynność rozgrywki jeszcze bardziej poprawiła jakość kampanii dla jednego gracza. Gwaltney podzielił się podobnymi przemyśleniami, stwierdzając, że niezależnie od tego, jak gracze wybrali podejście do misji, walki lub skradania się, było to satysfakcjonujące. Sterowanie Tytanem również było dla niego interesujące i przypominało przechodzenie przez serię gier MechWarrior i Star Fox. Mahardy uważał, że kontrola ruchu gracza pozostała „żywa”. Walka w Tytanie podobała mu się bardziej za to, że często przedstawiała scenariusze typu „Dawid kontra Goliat”. Mahardy opisał grę jako „strzelankę dla myślących ludzi”, dodając, że wymaga ona od graczy zaangażowania w postaci myślenia taktycznego, a nie tylko dobrego refleksu. David Houghton z GamesRadar pochwalił sterowanie i możliwości poruszania się w grze za przekształcenie wielu pozornych przeszkód i barier w możliwości, które gracze mogą wykorzystać. Chris Thursten z PC Gamer pochwalił różnorodność broni i wydawanych przez nie dźwięków oraz „genialną” swobodę poruszania się.
Rowen pochwalił projekty poziomów, który uznał za jedną z „prawdziwych gwiazd” gry. Był pod wrażeniem różnorodności scenerii i elementów występujących na każdym poziomie, a także pochwalił mapy gry za posiadanie trudnych środowisk dla sprawnego poruszania się, zachęcających do swobodnego wykonywania ruchów. Wyróżnił lokację misji „Skutek i przyczyna” jako jedną z najbardziej pomysłowych w grze, porównując ją do gry Portal. Paras zauważył, że dwa z rozdziałów gry były niezwykle imponujące. Thursten również wyrażał zadowolenie z tych poziomów, ale dodał, że nie wszystkie z nich oferują takiego samego poziomu kreatywności. Chciałby, aby niektóre z wprowadzonych nowatorskich koncepcji „utrzymały się dłużej” podczas jego gry. Gwaltneyowi spodobała się elastyczność kampanii gry, która zapewnia graczom dużą swobodę w radzeniu sobie z potyczkami. Docenił również zaimplementowane w grze łamigłówki, które wymagają od graczy „nieszablonowego myślenia”. Zarówno Parasowi, jak i Houghtonowi podobało się, że poziomy zawierały elementy rozgrywki zarówno dla pilota, jak i Tytana. Paras stwierdził, że dodało to różnorodności w prowadzonej rozgrywce, a Houghton uznał, że poprawiło to tempo rozgrywki, czyniąc ją „bardzo ekscytującą”. Mahardy podziwiał tempo gry, przypisując sukces faktowi, że gracze mogą przełączać wyposażenie BT, aby radzić sobie w różnych sytuacjach bojowych, prezentując inną dynamikę gry niż w trybie wieloosobowym. Brandin Tyrrel z IGN doecnił skalę gry i projekty map, gdzie każdy poziom był duży, ale jednocześnie wystarczająco liniowy, aby móc kierować postępami graczy.
Doceniono również aspekt gry wieloosobowej. Rowen opisał ją jako „bardziej niż solidną” i pochwalił bardziej złożony oraz rozbudowany system progresji, który naprawił brak długoterminowej atrakcyjności poprzedniej części z serii. Podczas gdy personalizacja Tytana stała się bardziej ograniczona, uznał, że była to konieczna zmiana, aby walka Tytanem była głębsza i bardziej satysfakcjonująca. Zauważył, że wprowadzono wiele „inteligentnych” zmian w rozgrywce i zmian projektowych, które podkreślają umiejętności graczy, ale był rozczarowany, że nie było wystarczającej liczby trybów przeciwko wrogom sterowanym przez sztuczną inteligencję. Gwaltney uważał jednak, że nie wprowadzono znaczących zmian w trybie wieloosobowym, ale wprowadzono wystarczającą liczbę drobnych poprawek, dzięki czemu jest on bardziej dopracowany i ulepszony niż poprzednik gry. Wciąż uważał, że systemowi progresji brakuje konkretnych treści. Docenił nowe gadżety, które sprawiają, że gra jest wymaga bardziej taktycznego podejścia. Pozytywnie skomentował strukturę trybów gry, która zachęca wszystkich graczy do angażowania się we współpracę z resztą zespołu. Paras skrytykował tryb wieloosobowy za to, że „jest bezlitosny”, choć podobały mu się niektóre tryby gry, takie jak „Łowy”. Mahardy pochwalił sześć nowych typów Tytanów za to, że „są łatwe do pojęcia i trudne do opanowania”. Każdy Tytan ma inny schemat sterowania i atakowania. Mahardy zauważył, że walka toczy się jak w bijatykach oraz MOBA. Tyrrel pochwalił odnowioną mechanikę „ataku rodeo”, która promuje pracę zespołową, a także system wzmocnień, które sprawiają, że rozgrywka jest bardziej zrównoważona. Gies opisał niektóre zmiany projektowe jako „dziwne” i „trudne do zrozumienia”, w tym mechanikę „ataku rodeo”, którą uznał za w większości bezużyteczną. Ponadto skrytykował mapy za to, że są zbyt ograniczone i nie pasują do prowadzenia szybkiej rozgrywki.
Krytycy generalnie pozytywnie odebrali całą grę. Rowen podziwiał grę za stworzenie pomysłowej i kreatywnej strzelanki. Gwaltney opisał grę jako „tytuł obowiązkowy”, który oferował kompletną zawartość zarówno pełnoprawnej kampanii dla jednego gracza, jak i dopracowanego trybu wieloosobowego. Paras uważa, że Titanfall 2 z powodzeniem realizuje koncepcje pojawiające się również w poprzedniku. Tyrrel nazwał grę „rzadkim i wyjątkowym tytułem”, który poprawił każdy aspekt poprzedniej części z serii. Houghton nazwał grę „niespodzianką roku”, opisując ją jako jedną z najbardziej „kreatywnych i satysfakcjonujących strzelanek pierwszoosobowych w ostatnim czasie”. Thursten obawiał się, że Titanfall 2 będzie miał krótką żywotność podobnie jak jego poprzednik, z powodu tego samego niesprzyjającego sprzedaży terminu premiery. Zauważył również, że kampania dla jednego gracza była „prawdziwą atrakcją gry”.

### Sprzedaż
Electronic Arts oczekiwało, że gra sprzeda się w około 9-10 milionach egzemplarzy w pierwszym roku od premiery. Analitycy finansowi przewidywali jednak, że sprzedaż gry będzie rozczarowująca ze względu na decyzję EA o wydaniu gry pod koniec października, czyli w okresie między premierą wydawanego Battlefield 1, a Call of Duty: Infinite Warfare studia Activision. Mimo to wydawca nie wyraził zaniepokojenia oknem premiery, ponieważ uważał, że baza graczy Battlefield 1 i Titanfall 2 nie będzie się ze sobą pokrywać.
Gra była czwartą najlepiej sprzedającą się grą detaliczną w Wielkiej Brytanii w pierwszym tygodniu premiery, którą wyprzedziły Battlefield 1, The Elder Scrolls V: Skyrim – Special Edition i FIFA 17. Jej sprzedaż w pierwszym tygodniu osiągnęła zaledwie jedną czwartą sprzedaży pierwszej części z serii w tygodniu premiery, mimo że Titanfall 2 jest wydaniem wieloplatformowym. Sprzedaż cyfrowa gry również spadła, osiągając tylko jedną czwartą sprzedaży poprzednika. Według The NPD Group, gra była dziewiątą najlepiej sprzedającą się grą w październiku 2016 roku i piątą najlepiej sprzedającą się grą w listopadzie 2016 roku. W swoim raporcie finansowym za trzeci kwartał roku fiskalnego 2017 EA stwierdziło, że sprzedaż gry spadła poniżej oczekiwań. Dyrektor operacyjny i dyrektor finansowy EA, Blake Jorgensen powiedział jednak, że firma jest zadowolona z pozytywnych recenzji, jakie gra otrzymała i spodziewa się, że będzie się ona dobrze sprzedawać w następnym roku fiskalnym. Według Zampelli Titanfall 2 „sprzedał się dobrze i odniósł sukces, ale mógł sprzedać się lepiej”. W styczniu 2017 roku firma finansowa Morgan Stanley oszacowała, że gra sprzedała się w łącznie 4 milionach egzemplarzy. Premiera gry na platformie Steam w czerwcu 2020 pomogła ożywić bazę graczy w wersji na komputery osobiste.

### Nagrody
| Rok  | Nagroda                                            | Kategoria                                                    | Wynik     | Źródlo          |
| ---- | -------------------------------------------------- | ------------------------------------------------------------ | --------- | --------------- |
| 2016 | Game Critics Awards                                | Best of Show                                                 | nominacja | [ 111 ] [ 112 ] |
| 2016 | Game Critics Awards                                | Best Action Game                                             | nominacja | [ 111 ] [ 112 ] |
| 2016 | Game Critics Awards                                | Best Online Multiplayer                                      | wygrana   | [ 111 ] [ 112 ] |
| 2016 | Golden Joystick Awards                             | Critics' Choice                                              | wygrana   | [ 113 ]         |
| 2016 | The Game Awards                                    | Game of the Year                                             | nominacja | [ 114 ]         |
| 2016 | The Game Awards                                    | Best Game Direction                                          | nominacja | [ 114 ]         |
| 2016 | The Game Awards                                    | Best Multiplayer                                             | nominacja | [ 114 ]         |
| 2016 | The Game Awards                                    | Best Action Game                                             | nominacja | [ 114 ]         |
| 2017 | Nagroda Annie                                      | Outstanding Achievement, Character Animation in a Video Game | nominacja | [ 115 ]         |
| 2017 | D.I.C.E. Awards                                    | Action Game of the Year                                      | nominacja | [ 116 ]         |
| 2017 | D.I.C.E. Awards                                    | Outstanding Achievement in Online Gameplay                   | nominacja | [ 116 ]         |
| 2017 | D.I.C.E. Awards                                    | Outstanding Achievement in Original Music Composition        | nominacja | [ 116 ]         |
| 2017 | D.I.C.E. Awards                                    | Outstanding Technical Achievement                            | nominacja | [ 116 ]         |
| 2017 | SXSW                                               | Video Game of the Year                                       | nominacja | [ 117 ]         |
| 2017 | SXSW                                               | Most Memorable Character (for BT-7274)                       | nominacja | [ 117 ]         |
| 2017 | SXSW                                               | Excellence in Multiplayer                                    | nominacja | [ 117 ]         |
| 2017 | SXSW                                               | Excellence in Visual Achievement                             | nominacja | [ 117 ]         |
| 2017 | SXSW                                               | Excellence in SFX                                            | nominacja | [ 117 ]         |
| 2017 | Brytyjska Akademia Sztuk Filmowych i Telewizyjnych | Best Game                                                    | nominacja | [ 118 ]         |
| 2017 | Brytyjska Akademia Sztuk Filmowych i Telewizyjnych | Game Design                                                  | nominacja | [ 118 ]         |
| 2017 | Brytyjska Akademia Sztuk Filmowych i Telewizyjnych | Multiplayer                                                  | nominacja | [ 118 ]         |

## Kontynuacja
W październiku 2016 Victor Zampella zapowiedział, że zespół odpowiedzialny za Titanfall 2 chciałby dostarczyć graczom więcej wrażeń w ramach serii gier, choć początkowo nie planowano wydania trylogii. Po przejęciu Respawn Entertainment przez Electronic Arts ujawniono, że trwają prace nad nowym tytułem z serii Titanfall.
W 2019 roku ukazał się spin-off serii z gatunku battle royale, Apex Legends, który rozgrywa się w tym samym uniwersum i w którym pojawiają się niektóre postacie z Titanfall 2, jak Ash czy Kuben Blisk. Główny projektant gry Drew McCoy stwierdził, że „są ludzie, którzy uważają, że jest zbyt wiele gier battle royale lub że to moda. Świat myśli, że tworzymy Titanfall 3, a tak nie jest – to jest to, co tworzymy”. Zespół wstrzymał prace nad nową grą z głównej serii, skupiając się na rozwoju Apex Legends.